# Московская белая (порода уток)
Московская белая — одна из мясных пород уток.

## История выведения
Порода выведена в 1940—1950 годах в совхозе «Птичное» путем скрещивания хаки-кембелл с пекинскими утками.

## Описание
Имеет большую, длинную голову, длинный бело-розовый клюв, темно-голубые глаза. Шея длинная, но средней толщины, грудь широкая. Спина длинная и широкая, туловище при этом тоже широкое и длинное, ноги короткие оранжевого оттенка.
Хвост короткий.

## Продуктивность
Масса селезней более 4 кг, уток от 3 до 3,5 кг. Яйценоскость 100—150 яиц за год. Масса яйца 85-90 граммов. Яйценоскость не снижается в течение нескольких лет.
Мясо этих уток очень нежное и вкусное. Утята взрослеют и набирают вес на протяжении 50 недель (ок. 1 года). Тушки упитанные и белого цвета.
Порода хорошо подходит и для промышленного откорма, и для личного приусадебного хозяйства.